# Nhánh Anh Tiên

Cấu trúc quan sát của thiên hà xoắn ốc của Dải Ngân hà.

Nhánh Anh Tiên là một trong hai thiên hà xoắn ốc chính của Ngân Hà. Nhánh lớn thứ hai được gọi là Nhánh Scaurus-Thuẫn Bài. Thiên hà Perseus bắt đầu từ đầu xa của thanh trung tâm dải Ngân hà dài. Trước đây được cho là cách xa 13.000 năm ánh sáng, giờ đây nó được cho là nằm cách hệ Mặt Trời 6.400 năm ánh sáng.
Dải Ngân hà là một thiên hà xoắn ốc có rào chắn với hai thiên hà chính và một số nhánh nhỏ hoặc cựa. Nhánh xoắn ốc Anh Tiên, với bán kính khoảng 10,7 kiloparsecs, nằm giữa hai nhánh nhỏ Thiên Nga và Thuyền Để - Cung Thủ. Nó được đặt tên theo chòm sao Anh Tiên theo hướng nhìn từ Trái Đất.
Có suy đoán rằng spur địa phương được gọi là Nhánh Orion - Thiên Nga, bao gồm hệ Mặt Trời và Trái Đất và nằm bên trong Nhánh Anh Tiên, là một nhánh của nó, nhưng điều này chưa được xác nhận.
Nhánh xoắn ốc Anh Tiên chứa một số thiên thể Messier:
- Tinh vân Con Cua (M1)
- Cụm sao mở M36
- Cụm sao mở M37
- Cụm sao mở M38
- Cụm sao mở M52
- Cụm sao mở M103.